# John Krasinski
John Burke Krasinski (Newton, Massachusetts, 1979. október 20. –) amerikai színész, filmrendező és producer.

## Élete és pályafutása
Lengyel származású katolikus családban született. Jim Halpert szerepében vált híressé az Office című komédiában, melyben 2005 és 2013 között játszott, valamint időnként produceri és rendezői feladatkört is vállalt. Filmrendezései közé tartozik a Brief Interviews with Hideous Men (2009), a Szeretteink körében (2016), illetve a Hang nélkül (2018) című horrorfilm – utóbbit forgatókönyvíróként és főszereplőként is jegyzi. A film Hang nélkül 2. (2021) című folytatását ő írta és rendezte, illetve producerként is részt vett az elkészítésében.
A Jack Ryan című thrillersorozatban 2018 óta címszerepet alakít és koproducerként is közreműködik. 2019-ben Screen Actors Guild-jelölést kapott legjobb színész (drámasorozat) kategóriában.
Filmszereplései közt található a Nászfrász (2007), a Bőrfejek (2009), a Továbbállók (2009), az Egyszerűen bonyolult (2009), a Szerelem kölcsönbe (2011), a Mindenki szereti a bálnákat (2012), az Ígéret földje (2012), az Aloha (2015) és a 13 óra: Bengázi titkos katonái (2016). Szinkronszínészként hangját kölcsönözte a Harmadik Shrek (2007), a Szörnyek az űrlények ellen (2009) és a Szörny Egyetem (2013) című animációs filmekben, továbbá a Szél támad (2013) angol nyelvű változatában.
2013-ban alapította meg Sunday Night Productions nevű produkciós cégét. 2010 óta Emily Blunt angol színésznő férje, akivel együtt szerepelt a Hang nélkül című rendezésében, két gyermekük született.

## Magánélete
2008 novemberében kezdett járni Emily Blunt angol színésznővel. 2009 augusztusában jegyezték el egymást, és 2010. július 10-én, az olaszországi Comóban, George Clooney egykori otthonában, zártkörű, hivatalos szertartás keretében házasodtak össze. A New York Brooklyn Heights városrészében laknak. Két lányuk van.
Krasinski a Boston Red Sox szurkolója. 2011-ben Alec Baldwinnal együtt szerepelt a New Era/MLB reklámkampányában, amelyben a Red Sox és Baldwin kedvenc csapata, a New York Yankees közötti rivalizálással játszadoztak.

## Filmográfia

### Film

#### Rendező, író és producer
| Év   | Magyar cím            | Eredeti cím                       | Feladatkör | Feladatkör   | Feladatkör |
| Év   | Magyar cím            | Eredeti cím                       | Rendező    | Forgatókönyv | Producer   |
| ---- | --------------------- | --------------------------------- | ---------- | ------------ | ---------- |
| 2009 |                       | Brief Interviews with Hideous Men | Igen       | Igen         | Igen       |
| 2012 | Ígéret földje         | Promised Land                     | Nem        | Igen         | Igen       |
| 2016 | A régi város          | Manchester by the Sea             | Nem        | Nem          | Vezető     |
| 2016 | Szeretteink körében   | The Hollars                       | Igen       | Nem          | Igen       |
| 2018 | Hang nélkül           | A Quiet Place                     | Igen       | Igen         | Vezető     |
| 2021 | Hang nélkül 2.        | A Quiet Place Part II             | Igen       | Igen         | Igen       |
| 2024 | Képzeletbeli barátok  | IF                                | Igen       | Igen         | Igen       |
| 2024 | Hang nélkül: Első nap | A Quiet Place: Day One            | Nem        | Sztori       | Igen       |

#### Filmszínész
| Év   | Magyar cím                               | Eredeti cím                                 | Szerep                                  | Magyar hang            | Rendező              |
| ---- | ---------------------------------------- | ------------------------------------------- | --------------------------------------- | ---------------------- | -------------------- |
| 2000 | Ennyi!                                   | State and Main                              | bíró asszisztense                       |                        | David Mamet          |
| 2002 |                                          | Fighting Still Life (rövidfilm)             | Tyler                                   |                        | Dori Oskowitz        |
| 2002 |                                          | Alma Mater                                  | klub tagjelöltje                        |                        | Hans Canosa          |
| 2004 | Kinsey                                   | Kinsey                                      | Ben                                     | Molnár Miklós          | Bill Condon (1.)     |
| 2004 | Amerikai taxi                            | Taxi                                        | 3. Futár                                |                        | Tim Story            |
| 2005 |                                          | Duane Hopwood                               | Bob Flynn                               |                        | Matt Mulhern         |
| 2005 | Bőrnyakúak                               | Jarhead                                     | Harrigan tizedes                        | Seder Gábor            | Sam Mendes (1.)      |
| 2006 | A bűvös körhinta                         | Doogal                                      | egyéb hangok                            |                        | Dave Borthwick       |
| 2006 | A bűvös körhinta                         | Doogal                                      | egyéb hangok                            | Jean Duval             |                      |
| 2006 | A bűvös körhinta                         | Doogal                                      | egyéb hangok                            | Frank Passingham       |                      |
| 2006 |                                          | A New Wave                                  | Gideon                                  |                        | Jason Carvey         |
| 2006 | Oscar – vágy                             | For Your Consideration                      | Paper Badge rendőrtiszt                 |                        | Christopher Guest    |
| 2006 | Holiday                                  | The Holiday                                 | Sam Walsh                               | Hamvas Dániel          | Nancy Meyers (1.)    |
| 2006 | Dreamgirls                               | Dreamgirls                                  | Sam Walsh                               |                        | Bill Condon (2.)     |
| 2007 | Besütizve                                | Smiley Face                                 | Brevin                                  | Varga Gábor            | Gregg Araki          |
| 2007 | Harmadik Shrek                           | Shrek the Third                             | Lancelot (hangja)                       | Moser Károly           | Chris Miller         |
| 2007 | Nászfrász                                | License to Wed                              | Ben Murphy                              | Polgár Péter           | Ken Kwapis (1.)      |
| 2008 | Bőrfejek                                 | Leatherheads                                | Carter Rutherford                       | Hevér Gábor            | George Clooney       |
| 2009 |                                          | Brief Interviews with Hideous Men           | Ryan                                    |                        | John Krasinski (1.)  |
| 2009 | Szörnyek az űrlények ellen               | Monsters vs. Aliens                         | Cuthbert (hangja)                       | Maday Gábor            | Conrad Vernon        |
| 2009 | Szörnyek az űrlények ellen               | Monsters vs. Aliens                         | Cuthbert (hangja)                       | Maday Gábor            | Rob Letterman        |
| 2009 | Továbbállók                              | Away We Go                                  | Burt Farlander                          | Bartucz Attila         | Sam Mendes (2.)      |
| 2009 | Egyszerűen bonyolult                     | It's Complicated                            | Harley                                  | Nagy Ervin             | Nancy Meyers (2.)    |
| 2011 | Szerelem kölcsönbe                       | Something Borrowed                          | Ethan                                   | Nagy Ervin             | Luke Greenfield      |
| 2011 | Muppets                                  | The Muppets                                 | önmaga (cameo)                          |                        | James Bobin          |
| 2012 | Hangok és viszonyok                      | Nobody Walks                                | Peter                                   | Bartucz Attila         | Ry Russo-Young       |
| 2012 | Mindenki szereti a bálnákat              | Big Miracle                                 | Adam Carlson                            |                        | Ken Kwapis (2.)      |
| 2012 | Ígéret földje                            | Promised Land                               | Dustin Noble                            | Szatory Dávid          | Gus Van Sant         |
| 2013 | Szörny Egyetem                           | Monsters University                         | Frank McCay (hangja)                    | Lux Ádám               | Dan Scanlon          |
| 2013 | Szél támad                               | The Wind Rises                              | Honjo (angol hangja)                    |                        | Mijazaki Hajao       |
| 2014 | A próféta                                | The Prophet                                 | Halim (hangja)                          |                        | Roger Allers         |
| 2015 | Aloha                                    | Aloha                                       | John "Woody" Woodside                   | Makranczi Zalán        | Cameron Crowe        |
| 2016 | 13 óra: Bengázi titkos katonái           | 13 Hours: The Secret Soldiers of Benghazi   | Jack Silva                              | Makranczi Zalán        | Michael Bay          |
| 2016 | Szeretteink körében                      | The Hollars                                 | John Hollar                             | Széles Tamás           | John Krasinski (2.)  |
| 2016 |                                          | Past Forward (rövidfilm)                    | férfi                                   |                        | David O. Russell     |
| 2017 | Kínában született                        | Born in China                               | narrátor (hangja)                       |                        | Lu Chuan             |
| 2017 | Állati jó kekszek                        | Animal Crackers                             | Owen Huntington (hangja)                | Horváth-Töreki Gergely | Scott Christian Sava |
| 2017 | Állati jó kekszek                        | Animal Crackers                             | Owen Huntington (hangja)                | Horváth-Töreki Gergely | Tony Bancroft        |
| 2017 | Detroit                                  | Detroit                                     | Auerbach                                |                        | Kathryn Bigelow      |
| 2018 | Hang nélkül                              | A Quiet Place                               | Lee Abbott                              | Horváth-Töreki Gergely | John Krasinski (3.)  |
| 2018 | Az új generáció                          | Next Gen                                    | 7723 (hangja)                           | Rajkai Zoltán          | Kevin R. Adams       |
| 2018 | Az új generáció                          | Next Gen                                    | 7723 (hangja)                           | Rajkai Zoltán          | Joe Ksander          |
| 2021 | Hang nélkül 2.                           | A Quiet Place: Part II                      | Lee Abbott                              | Horváth-Töreki Gergely | John Krasinski (4.)  |
| 2021 | Free Guy                                 | Free Guy                                    | sziluett gamer (hangja)                 | Komzsik János          | Shawn Levy           |
| 2022 | Doctor Strange az őrület multiverzumában | Doctor Strange in the Multiverse of Madness | Reed Richárd / Mr. Fantastic            | Ódor Kristóf           | Sam Raimi            |
| 2022 | DC Szuperállatok Ligája                  | DC League of Super-Pets                     | Kal-El / Clark Kent / Superman (hangja) | Makranczi Zalán        | Jared Stern          |
| 2024 | Képzeletbeli barátok                     | IF                                          | Bea apja                                | Kovács Lehel           | John Krasinski (5.)  |
| 2024 | Képzeletbeli barátok                     | IF                                          | Mályvacukor (hangja)                    | Nikas Dániel           | John Krasinski (5.)  |
| 2025 | Az ifjúság forrása                       | Fountain of Youth                           | Luke Purdue                             |                        | Guy Ritchie          |

### Televízió
| Év        | Magyar cím                       | Eredeti cím                    | Szerep                       | Megjegyzések                                                               |
| --------- | -------------------------------- | ------------------------------ | ---------------------------- | -------------------------------------------------------------------------- |
| 2003      | Ed                               | Ed                             | bírósági kézbesítő           | 1 epizód                                                                   |
| 2004      | Esküdt ellenségek: Bűnös szándék | Law & Order: Criminal Intent   | Jace Gleesing                | 1 epizód                                                                   |
| 2005–2013 | Office                           | The Office                     | Jim Halpert                  | - főszereplő (188 epizód) - magyar hangja: - Bartucz Attila - Kovács Lehel |
| 2005–2013 | Office                           | The Office                     | Jim Halpert                  | - rendező (3 epizód) - producer (23 epizód)                                |
| 2005      | Nyomtalanul                      | Without a Trace                | Curtis Horne                 | 1 epizód                                                                   |
| 2005      | CSI: A helyszínelők              | CSI: Crime Scene Investigation | Lyle Davis                   | 1 epizód                                                                   |
| 2006      | Amerikai fater                   | American Dad!                  | Gilbert (hangja)             | 1 epizód                                                                   |
| 2012      | A stúdió                         | 30 Rock                        | önmaga                       | 1 epizód                                                                   |
| 2012      |                                  | Head Games                     | narrátor                     | 3 epizód                                                                   |
| 2013      | Az ítélet: család                | Arrested Development           | Spyder Foode                 | 1 epizód                                                                   |
| 2014–2015 | BoJack Horseman                  | BoJack Horseman                | Secretariat (hangja)         | 2 epizód                                                                   |
| 2015–     | Playback párbaj                  | Lip Sync Battle                | önmaga                       | - versenyző (1 epizód) - sorozat megalkotója - vezető producer             |
| 2016      | Robotcsirke                      | Robot Chicken                  | rendező / Doc Brown (hangja) | 1 epizód                                                                   |
| 2016–2020 |                                  | Dream Corp, LLC                | nem szerepel                 | vezető producer                                                            |
| 2018–2023 | Jack Ryan                        | Jack Ryan                      | Jack Ryan                    | főszereplő és vezető producer                                              |
| 2020      |                                  | Some Good News                 | önmaga                       | - websorozat - sorozat megalkotója - forgatókönyvíró és producer           |
| 2021      | Saturday Night Live              | Saturday Night Live            | önmaga (házigazda)           | 1 epizód                                                                   |

## Díjak és jelölések
- Elnyert – Screen Actors Guild Award, szereplőgárda kiemelkedő alakítása komédia sorozatban (Office, 2006)
- Elnyert – Screen Actors Guild Award, szereplőgárda kiemelkedő alakítása komédia sorozatban (Office, 2007)
- Jelölés – Screen Actors Guild Award, szereplőgárda kiemelkedő alakítása komédia sorozatban (Office, 2008)
- Jelölés – Screen Actors Guild Award, szereplőgárda kiemelkedő alakítása komédia sorozatban (Office, 2009)
- Jelölés – Sundance Filmfesztivál, fődíj (Brief Interviews with Hideous Men, 2009)

## Fordítás
- Ez a szócikk részben vagy egészben  a   John Krasinski című angol Wikipédia-szócikk fordításán alapul.  Az eredeti cikk szerkesztőit annak laptörténete sorolja fel. Ez a jelzés csupán a megfogalmazás eredetét és a szerzői jogokat jelzi, nem szolgál a cikkben szereplő információk forrásmegjelöléseként.